# Will Eisner

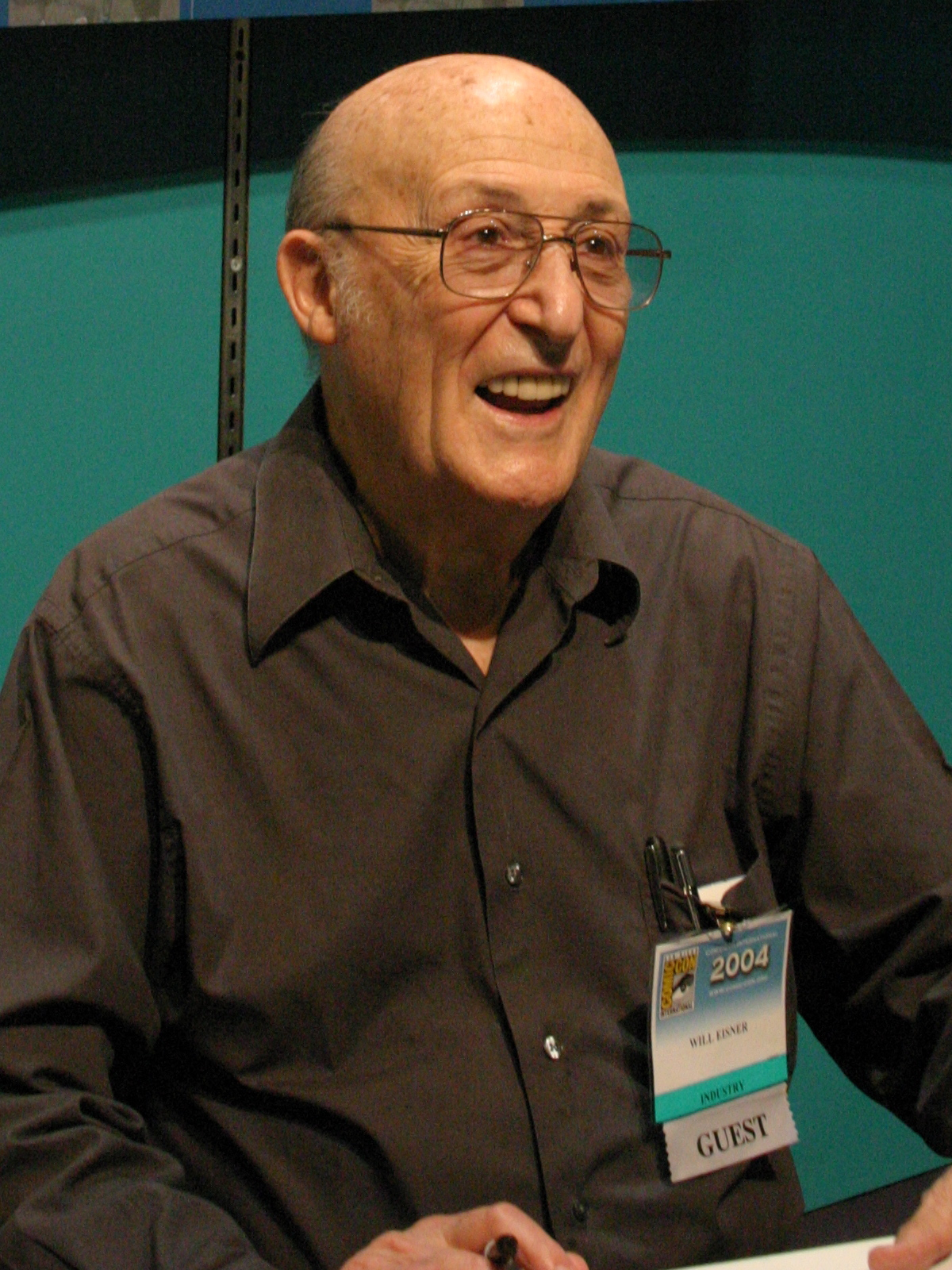
Will Eisner auf der San Diego Comic Con, 2004

William Erwin Eisner (geboren am 6. März 1917 in Brooklyn, New York City; gestorben am 3. Januar 2005 in Fort Lauderdale) war ein US-amerikanischer Zeichner von Comics und prägte maßgeblich deren Entwicklung im 20. Jahrhundert. Eisner führte den Begriff „Graphic Novel“ (illustrierter Roman) ein und wirkte stilbildend für viele Comic-Künstler.

## Leben

### Jugend und erste Arbeiten
Eisner hatte jüdische Eltern. Die Mutter kam aus Rumänien und der Vater aus Österreich; dieser arbeitete als Bühnenbildmaler beim jiddischen Theater. Der Sohn trug durch das Verkaufen von Zeitungen zum Familienunterhalt bei. Seinen ersten Comic, der die Armut in der Bronx zum Thema hatte, veröffentlichte er 1933 in einer Schülerzeitung. Er besuchte die Art Students League of New York, die er jedoch mit 19 Jahren aufgrund finanzieller Schwierigkeiten wieder verlassen musste.
Ab 1936 zeichnete er für die Zeitschrift Wow! What a Magazine die Comics Captain Scott Dalton, The Flame und Harry Karry. Gemeinsam mit seinem Kollegen Jerry Iger gründete er das Studio Eisner & Iger, um selbst Comics zu produzieren und zu verkaufen. Für das Studio arbeiteten neben anderen Bob Kane, Mort Meskin und Jack Kirby. 1939 erhielt es den Auftrag für ein 16-seitiges Comicheft, das als Zeitungsbeilage vertrieben wurde. Die erste Ausgabe erschien 1940 und erhielt neben anderen Comics auch die erste Folge von Eisners eigener Reihe The Spirit. Er trennte sich von Iger, um sich hauptsächlich der Weiterentwicklung von The Spirit zu widmen.

### The Spirit
The Spirit wurde von 1940 bis 1952 als achtseitiger Beitrag mit anderen Serien in der oben genannten sonntäglichen Comicbeilage veröffentlicht. Eisner war stark vom Film beeinflusst und experimentierte daher mit zahlreichen gestalterischen Mitteln, wie Schatten und ungewöhnlichen Blickwinkeln. Da er sich nicht auf ein Genre festlegen wollte, ist The Spirit gleichzeitig Kriminalroman, Liebesgeschichte, Mystery, Horror, Drama und Komödie, weist jedoch auch deutliche Parallelen zu Dick Tracy und Batman auf. Die Serie setzte sich wegen der grafischen und erzählerischen Qualität deutlich von anderen Publikationen dieser Zeit ab.
Nach der Einstellung der Serie arbeitete Eisner eine Zeit lang als Illustrator für die United States Army und das Arbeitsministerium.

### Instruktions-Comics
Im Jahr 1942 wurde Will Eisner zum Militärdienst eingezogen und mit der Gestaltung von Armeezeitungen betraut. Im Magazin Army Motors zeichnete er Comics, die die Soldaten für den sachgerechten Umgang mit militärischem Gerät und Sicherheitsbestimmungen sensibilisieren sollten. Die bekannteste Figur aus dieser Zeit ist Joe Dope, der als tollpatschiges Negativbeispiel diente.
Doch auch nach dem Zweiten Weltkrieg setzte Will Eisner diese Art des erklärenden Comics fort und zeichnete ab 1950 für das Magazin P.S., the Preventive Maintenance Monthly, das Nachfolgemagazin von Army Motors. Die Truppenführung versuchte immer wieder, diese Comics zugunsten normaler Gebrauchsanweisungen einzustellen. Doch Untersuchungen ergaben, dass die Instruktions-Comics von Will Eisner bei den Lesern größere Lernerfolge hatten als die gewöhnlichen trockenen Beschreibungen.

### Graphic Novels

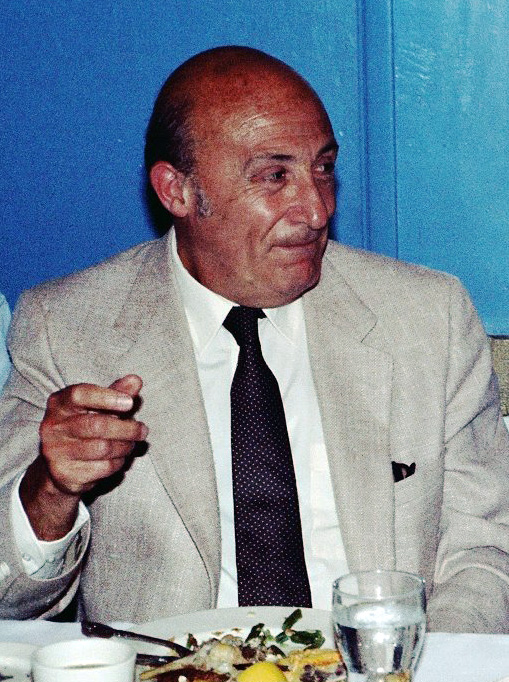
Will Eisner, 1982

Vier Geschichten aus einem Mietshaus mit jüdischen Bewohnern veröffentlichte Eisner 1978 in dem Buch Ein Vertrag mit Gott, das von einem kleinen literarischen Verlag herausgegeben wurde. Er bezeichnete das Buch selbst auf dem Titelblatt und im Vorwort als Graphic Novel. Ihm folgten unter anderem die Werke The Dreamer von 1986, die Autobiografie Zum Herzen des Sturms aus dem Jahr 1991 und Dropsie Avenue, erschienen 1994.
In den 1980er und 1990er Jahren verarbeitete Eisner außerdem mehrere klassische Romane, zum Beispiel Moby Dick, in Comics. 2002 erschien Sundiata, die Geschichte eines westafrikanischen Königs. In Das Komplott, seinem letzten Werk, verfolgte Eisner die Wirkungsgeschichte der Protokolle der Weisen von Zion, eines fiktionalen Textes, der vorgibt, eine jüdische Verschwörung zur Erlangung der Weltherrschaft zu dokumentieren. Eisners Hauptanliegen war es, den Charakter der Protokolle als antisemitisch motivierte Fälschung offenzulegen. Dabei folgte er der Darstellung des Petersburger Historiker Michail Lepechin, die jedoch als weder originell noch glaubwürdig gilt. 2022 erschien eine Neuauflage mit Anmerkungen Michael Hagemeisters, die die historischen Irrtümer der Darstellung benennen.
Will Eisner starb am 3. Januar 2005 nach einer vierfachen Bypass-Operation.

## Auszeichnungen und Ehrungen
- Eisner erhielt für sein Werk den US-amerikanischen National Cartoonist Society Comic Book Award 1967, 1968, 1969, 1987 und 1988, den Story Comic Book Award 1979 und als höchste Anerkennung den Reuben Award 1988.
- 1975 erhielt er den zweiten Grand Prix de la Ville d’Angoulême, die wichtigste europäische Auszeichnung in der Comic-Kunst.
- 1979 wurde Eisner in die Academy of Comic Book Arts Hall of Fame aufgenommen sowie in die Jack Kirby Hall of Fame 1987.
- 1988 wurde von US-Verlagen der Eisner Award ins Leben gerufen. Dieser ist einer der wichtigsten Preise, mit denen man als Comic-Künstler ausgezeichnet werden kann.
- 1994 erhielt Will Eisner den Max-und-Moritz-Preis für sein Lebenswerk.
- Originale seiner Werke sind regelmäßig Teil musealer Ausstellungen und Werkschauen, auch in Deutschland.[6][7]

## Werke

### Comics
- Captain Scott Dalton
- The Flame (1935–36)
- Harry Karry (1935–36)
- Scrappy
- Yarko the Great
- ZX-4/Spies in Action
- Uncle Otto
- The Diary of Dr. Hayward
- Inspector Drayton
- Falken der Meere (1936–38)
- Die schwarzen Falken (1940)
- The Spirit (1940–1952) (Der Spirit. Will Eisners Spirit Archive. Band 1 bis Band 19. Salleck Publications 2002–2013 (Reprints) ISBN 3-89908-080-7 etc.)
- Job Scene
- Hoods Up
- P*S Magazine (1951–1972)
- The M16A1 Rifle - Operation and Preventive Maintenance, 28. Juni 1968, US Government Printing Office 1968 O - 312-642
- Gleeful Guide to Communicating with Plants to Help Them Grow (1974, deutsch Kommunikation mit Pflanzen, 1980 beim Volksverlag)
- Gleeful Guide to Living With Astrology (gemeinsam mit Ivan Klepper, 1974, deutsch Leben mit Astrologie 1980 beim Volksverlag)
- Gleeful Guide to Occult Cookery (gemeinsam mit Ivan Klepper, 1974)
- How to Avoid Death & Taxes … and Live Forever (1975, deutsch Wie man Tod & Steuern vermeiden … und ewig leben kann 1981 beim Volksverlag)
- A Contract with God (1978), deutsch: Ein Vertrag mit Gott und andere Mietshaus-Stories aus New York, 1980 bei Zweitausendeins
- Bringing up your Parents (1980, deutsch Leben mit deinen Eltern 1990 bei Boiselle & Löhmann)
- Signals from Space / Life on Another Planet (1983/1995, deutsch Signale aus einer anderen Welt 1983 bei Carlsen Verlag)
- The Dreamer (1986)
- New York, The Big City (1986), deutsch: New York und andere Großstadtgeschichten, übersetzt von Matthias Wieland; Carlsen Verlag, Köln 2010, ISBN 978-3-551-75045-7
- The Building (1987, deutsch unter gleichem Titel 1990 bei Feest)
- A Life Force (1988, deutsch Lifeforce 1988 bei Feest)
- City People Notebook (1989, deutsch unter gleichem Titel 1989 bei Feest)
- The White Wale (1991, deutsch Illustrierte Kinderklassiker, Band 3: Moby Dick 1998 bei Ehapa)
- To the Heart of the Storm (1991, deutsch Zum Herzen des Sturms 1992 bei Feest)
- Invisible People (1993, deutsch Unsichtbare Menschen 1993 bei Feest)
- Dropsie Avenue: The Neighborhood (1995, deutsch South Bronx, Dropsie Avenue 1995 bei Feest)
- Family Matter (1998)
- The Princess and the Frog (1999)
- Last Day in Vietnam (2000)
- Minor Miracles (2000)
- The Name of the Game (2001)
- Sundiata: A Legend of Africa (2003)
- Fagin the Jew (2003)
- The Plot: The Secret Story of The Protocols of the Elders of Zion (2005, deutsch Das Komplott. Die wahre Geschichte der Protokolle der Weisen von Zion 2005 bei der DVA; Neuauflage mit Anmerkungen von Michael Hagemeister, Carlsen, Hamburg 2022, ISBN 978-3-551-72696-4)
- Lebensbilder. Carlsen, Hamburg 2011, 480 S., ISBN 978-3-551-73438-9.

### Sachbücher
- Will Eisner: Comics & Sequential Art. Poorhouse Press, Tamarac, Fla. 1985, 157 S., zahlr. Abb., ISBN 0-9614728-1-2.
deutsch: Mit Bildern erzählen. Comics & Sequential art. ComicPress Verlag, Wimmelbach 1995, 157 S., überw. Ill., graf. Darst., ISBN 3-929093-05-7 (Eisner gibt anschauliche Einblicke in die Kunst des Comiczeichnens und vermittelt profundes Wissen über Bildsymbole, Zeit, Rahmen, Anatomie, Konzipierung usw.).
- Will Eisner: Graphic Storytelling. The Definitive Guide to Composing a Visual Narrative. Poorhouse Press, Tamarac, Fla. 1996, 164 S., überwiegend Ill., ISBN 0-9614728-2-0.
  - deutsch: Grafisches Erzählen. ComicPress Verlag, Wimmelbach 1998, ISBN 3-929093-12-X.